# Lao Brewery Company
La Lao Brewery Company (LBC), issue de l'ancienne entreprise Brasseries et Glacières du Laos (Groupe BGI), a été fondée en 1971 à Vientiane. Elle brasse notamment la Beerlao, bière nationale du Laos.

## La brasserie

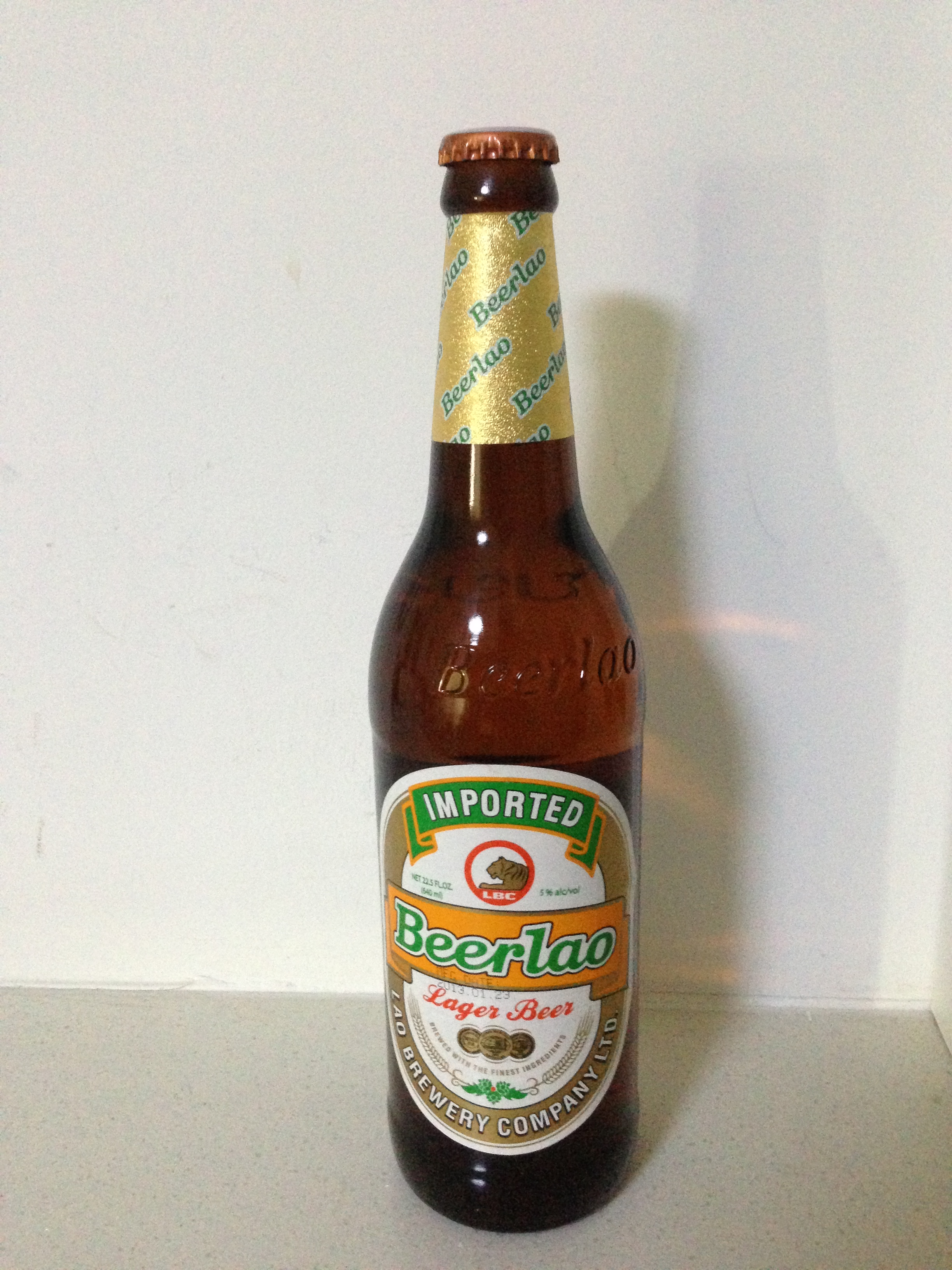
Bouteille de Beerlao importée

Les Brasseries et Glacières du Laos sont fondées en 1971 en tant que coentreprise entre BGI et des entrepreneurs laotiens. La production commence en 1973. En 1975, à l'arrivée du régime communiste du Pathet Lao, l'entreprise est nationalisée. Aujourd'hui c'est une coentreprise entre le gouvernement laotien qui détient 50 % du capital, la Carlsberg Asia Company 25 %, et TTC international Company 25 %. Elle emploie 475 personnes et produit chaque année environ 160 millions de litres de bière[Quand ?]. Depuis 1997, la société s'est aussi orientée vers la production d'eau minérale en bouteilles.
En 2005, à la suite d'accords commerciaux de coopération, Carlsberg est entré dans le capital de la société, et la bière du brasseur danois, brassée par LBC, est désormais disponible sur le marché laotien depuis octobre 2005. Avec Heineken, Foster's et les bières Namkhong et Tiger Beer, c'est la seule bière d'origine étrangère commercialisée au Laos. La Singha et la Chang, bières du puissant voisin thaïlandais ne sont pas disponibles dans le pays. Dans ce marché protégé, la Beerlao occupe donc actuellement 99 % des ventes.
Le logo de la compagnie, présent sur toutes les bouteilles et cannettes des bières brassées par la brasserie, est la tête d'un tigre.
Les bouteilles destinées à l'exportation sont identifiées par le mot "Imported" sur la bouteille.

## Bières
La Beerlao courante est une bière légère (lager), peu alcoolisée (5°). Elle est également très bon marché, la bouteille de 330 ml est vendue, au Laos, au détail 5 500 kip, (0,30 €, ce qui en fait une des bières les moins chères de la région, la Chang, bière thaïlandaise économique, étant à 0,50 €).
Il existe également une version Light (2,9°) qui a peu de succès et depuis peu une Dark Beer titrée à 6,5°. La Beerlao est disponible en France dans les magasins Tang Frères.
La Beerlao a été récompensée à de nombreuses reprises par de prestigieux organismes. Les trois labels de qualité (dont deux Or et un Argent), reçus aux Sélections Mondiales de la Qualité, organisées par Monde Selection, témoignent de la qualité constante de la Beerlao.